# Wallstraße (Rostock)

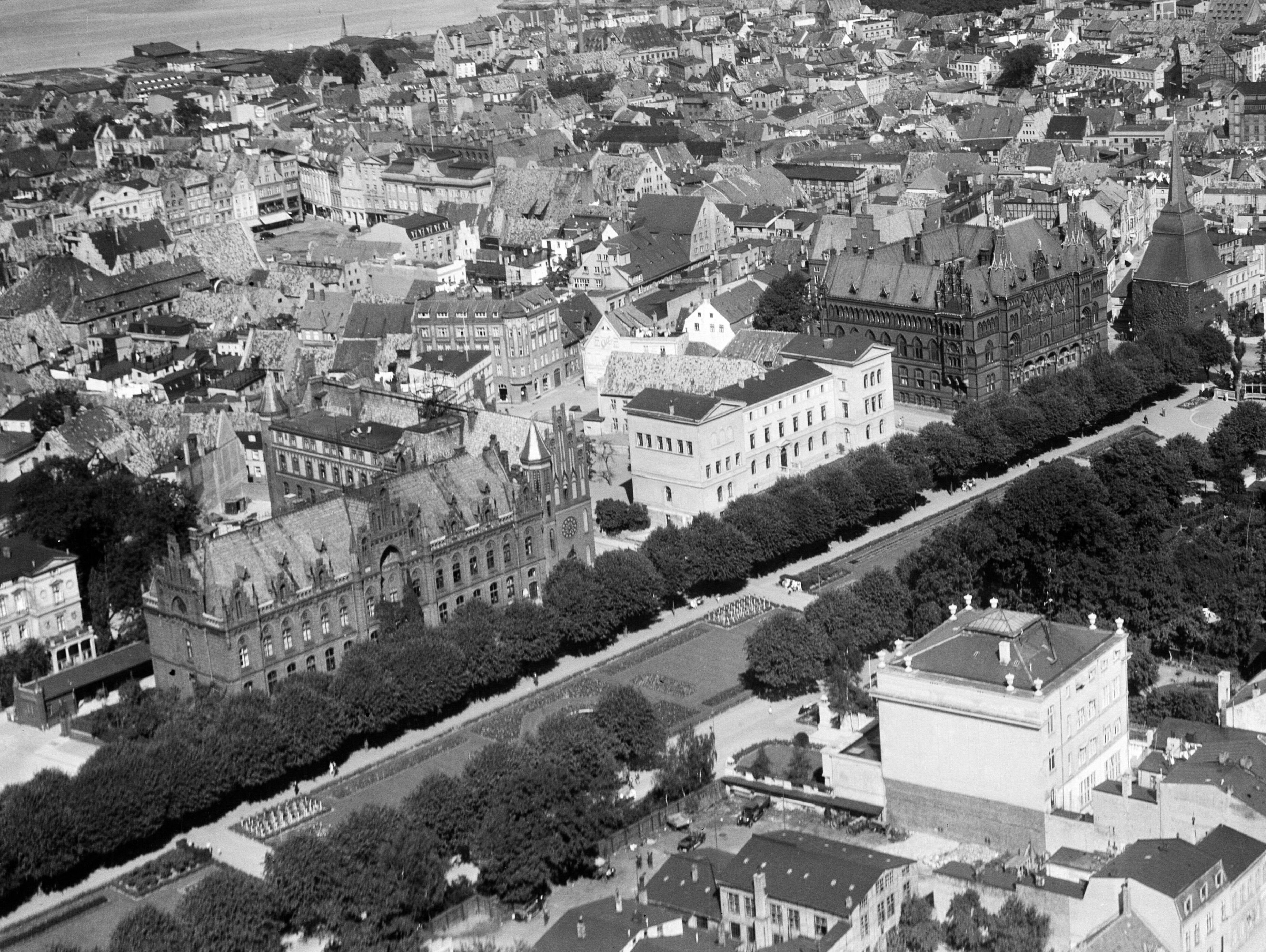
Wallstraße von Postamt bis Ständehaus, davor der Rosengarten (1931)

Die Wallstraße ist eine Straße in der Steintor-Vorstadt im Ortsteil Stadtmitte der Hansestadt Rostock. Sie verläuft parallel zur ehemaligen südlichen Stadtmauer zwischen dem heute nicht mehr vorhandenen Schwaanschen Tor und dem Steintor.

## Rosengarten

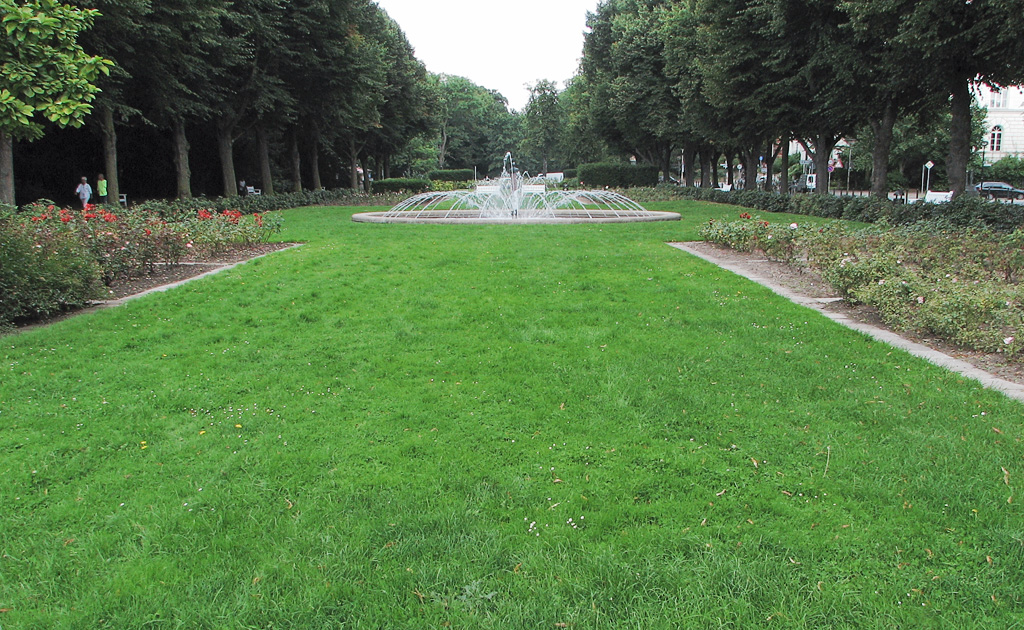
Der Rosengarten in Rostock

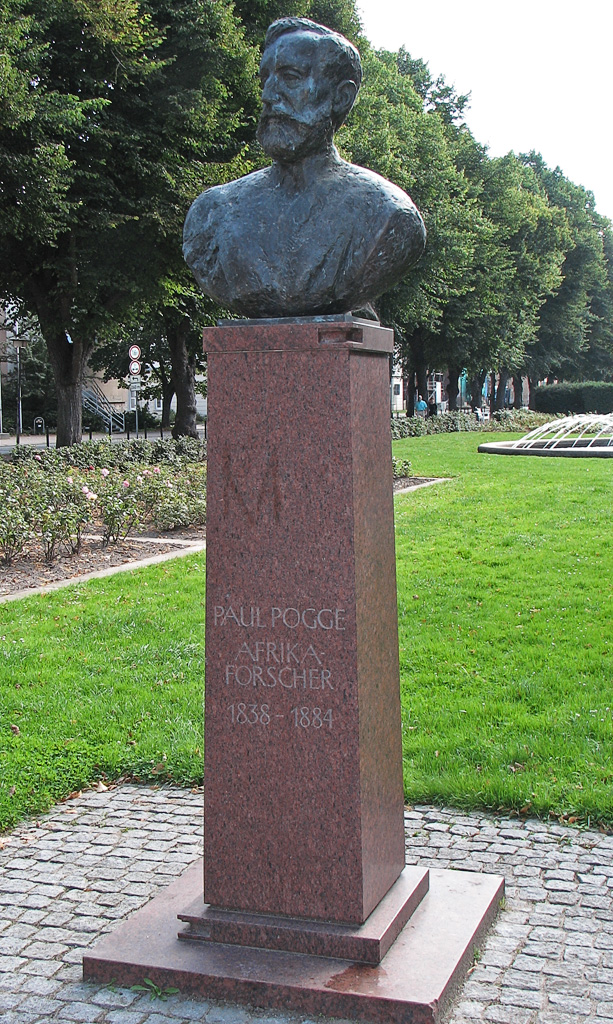
Paul-Pogge-Denkmal von Jo Jastram

Nach 1830 wurden die südlich der Stadtmauer befindlichen Festungsanlagen von Ober- und Unterwall, die Bastionen und der Wallgraben in parkartige Grünanlagen umgestaltet. Um 1868 schüttete der Verschönerungsverein von Rostock den Wallgraben zwischen Schwaanscher Straße und Steintor zu und legte den Rosengarten an. 
Vor dem Ständehaus wurde 1885 ein Denkmal für den Forschungsreisenden Paul Pogge errichtet. Das Werk des Bildhauers Ludwig Brunow zog 1901 zum Leibnizplatz, um für das großzügig von Pfeilern und langen Steinbänken umgebene Denkmal für Großherzog Friedrich Franz III. Platz zu schaffen. Nach dem Ende des Zweiten Weltkrieges wurde das von Wilhelm Wandschneider geschaffene Bronzestandbild entfernt und 1947 auf dessen Stufen ein Ehrenmal für die Opfer des Faschismus errichtet. Für den Afrikaforscher Pogge schuf Jo Jastram ein neues Standbild, das seit Oktober 1995 seinen Platz im Rosengarten hat.
Vor den Luftangriffen im Zweiten Weltkrieg befanden sich in der Wallstraße ein Gymnasium, die Hauptpost mit Telegraphenamt, die 1844 eingeweihte Friedrich-Franz-Knabenschule und spätere Knabenmittelschule und das Ständehaus. Lediglich das Gymnasium (heute Haus der Musik) und das Ständehaus blieben erhalten.

## Post- und Telegrafenamt
Das Postamt befand sich zwischen  Blücherstraße und Königsstraße (heute Buchbinderstraße). Als großherzoglich - mecklenburgischer Oberpostamtsdirektor in Rostock hatte Friedrich Flügge großen Anteil am Bau des Postgebäudes. 1879 bis 1881 wurde das „Kaiserliche Postamt“ im neogotischen Stil nach Plänen der Berliner Architekten Walter Kyllmann und Adolf Heyden errichtet. Der Hauptgiebel des Gebäudes zeigte zum Rosengarten. 1904 bis 1906 wurde an der Ostseite das „Kaiserliche Telegraphenamt“ hinzugefügt. Der Hauptflügel des Postamtes wurde im April 1942 durch Bomben zerstört. Auf dessen Grundmauern wurde nach dem Zweiten Weltkrieg der Neubau des Fernmeldeamtes Rostock im nüchternen Stil der fünfziger Jahre errichtet. Das erhaltene Telegrafenamt an der Buchbinderstraße wurde mit vereinfachter Fassade in den Bau einbezogen.
Inzwischen ist das denkmalgeschützte Telegrafenamt an der Buchbinderstraße aufwändig saniert und zu einem Wohn- und Geschäftshaus umgebaut worden. Der Verbindungsbau zwischen beiden Flügeln wurde abgerissen und an seiner Stelle steht nun ein Wohngebäude mit Penthouse.

## Ständehaus

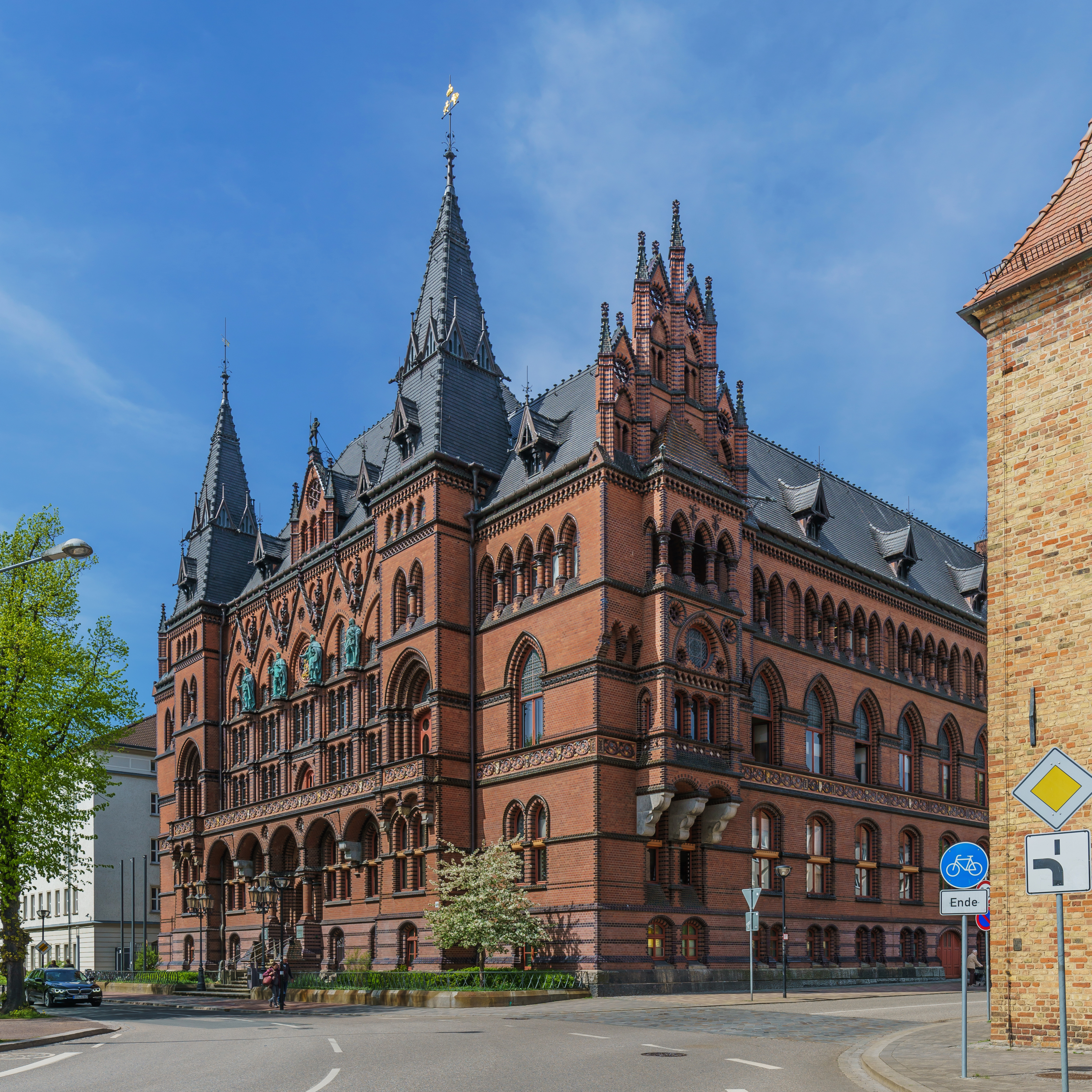
Ständehaus

Direkt neben dem Steintor befindet sich das Rostocker Ständehaus. Es wurde von 1889 bis 1893 nach Plänen des Schweriner Hofbaurats Gotthilf Ludwig Möckel im Stil des Historismus erbaut und diente als Parlamentsgebäude der mecklenburgischen Stände. Bis 1918 tagte hier ihre Vertretung. Diese setzten sich aus Vertretern der so genannten Ritterschaft (Besitzer der landtagsfähigen Güter) und Landschaft (Bürgermeister der 42 Landstädte) zusammen. Das imposante Gebäude mit zahlreichen Verzierungen und Türmchen wurde aus Backstein errichtet. Im Innern befindet sich ein Lichthof mit großer Freitreppe, der von Galerien umgeben ist. Der Festsaal ist getäfelt und mit einem Tonnengewölbe versehen. Der damaligen Nutzung entsprechend sind verschiedene Plastiken mecklenburger Fürsten und Darstellungen von mecklenburger Wappen angebracht.
Nach der Novemberrevolution 1918 wurden die Stände aufgelöst und das Gebäude diente verschiedenen öffentlichen Zwecken. Während der DDR-Zeit befand sich hier das Klubhaus der Volksmarine. Heute ist es Sitz des Oberlandesgerichts von Mecklenburg-Vorpommern.

## Haus der Musik (vorher Große Stadtschule Rostock)

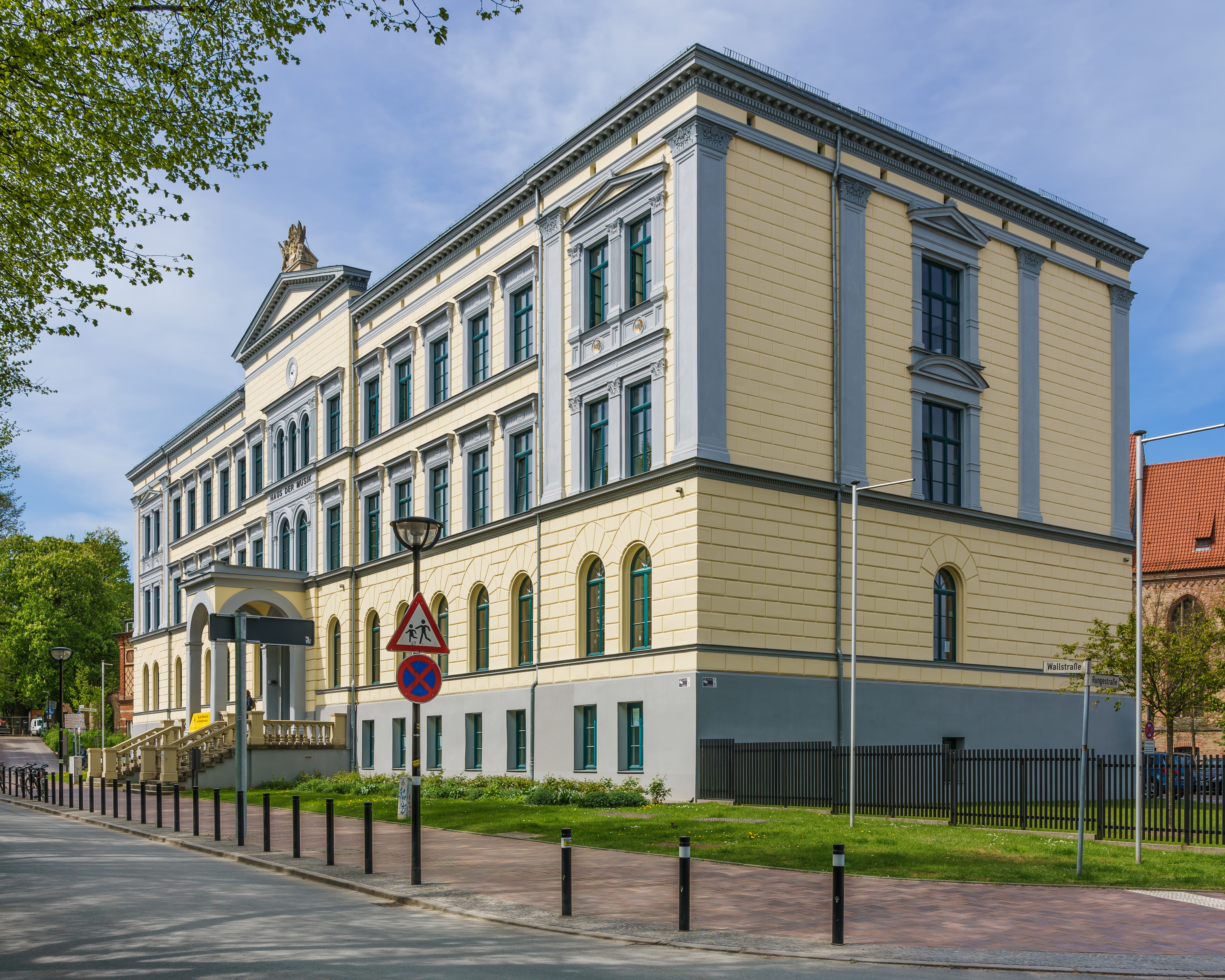
Haus der Musik am Rosengarten (2018)

Das Gebäude der Großen Stadtschule Rostock in der Wallstraße wurde 1864–1867 nach Plänen des Rostocker Stadtbaumeisters Klitzing im klassizistischen Stil in Anlehnung an florentinische Renaissancearchitektur errichtet. Die drei Stockwerke sind durch Gesimse getrennt. Am mittleren Giebel sind zwei Greifen angebracht, die das Rostocker Wappen halten. Durch die hellen Farben und den klaren Stil sollen die modernen Grundsätze der Bildung symbolisiert werden.
2005 ist die Große Stadtschule im Innerstädtischen Gymnasium am Goetheplatz nach Fusion mit dem Goethegymnasium aufgegangen.
Die Große Stadtschule hatte eine wesentlich längere Geschichte als das heutige Gebäude. Bereits 1534 eröffnete die Stadt im ehemaligen Dominikanerkloster St. Johannis eine Lateinschule. Johannes Oldendorp versuchte hier, ein einheitliches Schulwesen in Rostock zu installieren. Nach dem Weggang Oldendorps wurde die Schule wieder geschlossen. 1580 gelang unter David Chyträus eine dauerhafte Neugründung. 1831 wurde die Klosterkirche des St. Johannisklosters abgerissen.
Seit 2011 befindet sich hier das Konservatorium Rostock. Es teilt sich das für die neuen Zwecke aufwendig renovierte und umgebaute Haus mit der Musikschule Carl Orff. Seit dem Einzug beider Musikschulen heißt das Gebäude „Haus der Musik“. Die ehemalige Turnhalle wurde zum Probenraum der Norddeutschen Philharmonie Rostock umgebaut.